# Wężówka (dopływ Glinny Wielkiej)
Wężówka (niem. Pfeffer Bach) – strumień płynący w Puszczy Bukowej położonej w województwie zachodniopomorskim.
Długości ok. 2,1 km.
Wężówka wypływa z jeziora Jezioro Wężówka i płynie na południe wąską doliną początkowo podmokłą i zabagnioną, następnie tworzy charakterystyczny „kanion” o wysokich stromych zboczach. Na dnie strumienia zalegają głazy, kamienie i zwalone pnie drzew, przejście wzdłuż niego jest dużą atrakcją krajoznawczą. Uchodzi do jeziora Glinna Wielka (Zatoka Wężówki).